# 毛会义
毛会义（1914年—1975年），男，江西兴国人，中华人民共和国军事人物，中国人民解放军少将。1932年加入中國工農紅軍，參加過中國抗日戰爭和第二次國共內戰，1970年任福州军区副参谋长。最終在福州去世。